# Stefano Zappalà
Stefano Zappalà (ur. 6 lutego 1941 w Aci Bonaccorsi, zm. 15 kwietnia 2018 w Latinie) – włoski polityko i inżynier, poseł do Parlamentu Europejskiego.

## Życiorys
W latach 60. i 70. kończył studia z zakresu strategii, matematyki i inżynierii lądowej. Do 1979 służył jako oficer w armii włoskiej, następnie pracował jako inżynier i prowadził własne przedsiębiorstwo. Od 1994 do 2005 pełnił funkcję zastępcy koordynatora Forza Italia w regionie Lacjum. W latach 1997–2002 był radnym gminy Latina, a od 1995 do 2000 radnym regionu Lacjum. W okresie 2002–2005 pełnił funkcję burmistrza miasta Pomezia.
W 1999 i 2004 uzyskiwał mandat posła do Parlamentu Europejskiego z ramienia partii Forza Italia (współtworzącej w 2009 w Lud Wolności). Należał do Grupy Europejskiej Partii Ludowej (Chrześcijańscy Demokraci) i Europejskich Demokratów. Brał udział m.in. w pracach delegacji do spraw stosunków z Palestyńską Radą Legislacyjną. W 2009 nie został ponownie wybrany. W 2010 objął stanowisko asesora ds. turystyki w regionalnym rządzie Lacjum, pełniąc tę funkcję do 2013.